# Brendan Bracken
Brendan Bracken från 1952 1:e viscount Bracken, född 15 februari 1901, död 8 augusti 1958, var en brittisk politiker och journalist.
Bracken var konservativ ledamot av underhuset 1929 - juli 1945 och från november 1945, och var ett av partiets mera framträdande men också omstridda personligheter. Han var parlamentarisk privatsekreterare hos Winston Churchill 1940-1941, informationsminister 1941-1945 och sjöminister maj-juli 1945.